# Willa przy ul. Dąbrowskiego 34 w Prudniku
Willa przy ul. Dąbrowskiego 34 w Prudniku – willa znajdująca się przy ul. Dąbrowskiego 34 w Prudniku. Funkcjonuje w niej Nadleśnictwo Prudnik. Wpisana do gminnej ewidencji zabytków.

## Historia
Architekt miejski Schinol wzniósł willę w 1900 lub 1906 obok swojego dotychczasowego domu. W budynku miały odbywać się spotkania loży masońskiej, na co dowodem mają być motywy zdobnicze nawiązujące do wolnomularstwa. Jednakże, według ustaleń Muzeum Ziemi Prudnickiej, nie ma dokumentów potwierdzających istnienie loży masońskiej w Prudniku. W 1938 w willi mieszkała Anna Schinol, wdowa po budowniczym.
Po II wojnie światowej i przejęciu Prudnika przez administrację polską, willa została upaństwowiona. W lipcu 1950 zaadaptowano ją na siedzibę Rejonu Lasów. Od 1959 stanowi siedzibę Nadleśnictwa Prudnik.

## Architektura
Willa została wybudowana w stylu eklektycznym. Na elewacji budynku element zdobniczy – wyeksponowana płaskorzeźba przedstawiająca gorejące słońce. W salach na piętrze znalazły się zdobienia motywami roślinnymi, które także mają być odniesieniem do masońskiej symboliki.